# Самуель Севян
Самуель Севян (англ. Samuel Sevian — Семюел ; нар. 26 грудня 2000, Корнінг, США) — американський шахіст вірменського походження, гросмейстер (2014). Самуель виконав норму гросмейстера у віці 13 років, 10 місяців і 27 днів. Наймолодший гросмейстер в історії США і один з наймолодших у світовій історії. Також наймолодший міжнародний майстер в історії США.
Рейтинг на березень 2020 року — 2660 (83-тє місце у світі, 9-те у США, 5-те у світі серед шахістів до 20 років).

## Біографія
Севян народився в місті Корнінг, в штаті Нью-Йорк. Його батьки — Армен та Арміна Севян — емігрували до США з Вірменії до народження сина.
Севян почав грати в шахи, коли йому було 5 років. У листопаді 2012 року він став чемпіоном світу у віковій групі до 12-ти років. У травні 2013 року, Севян був запрошений грати в чемпіонаті США в місті Сент-Луїсі, ставши наймолодшим учасником цих змагань в історії.
Самуель став міжнародним майстром в листопаді 2013 року, коли йому було 12 років. Тоді його рейтинг перевищив 2400. 2014 року очолював рейтинг найсильніших шахістів у віковій групі до 14 років за версією ФІДЕ з рейтингом 2511 (на грудень).
У вересні 2015 році на кубку світу ФІДЕ, що проходив у Баку, поступився у першому колі досвідченому Теймуру Раджабову на тай-брейку з рахунком 1 — 3.

## Зміни рейтингу
| На цьому місці має відображатися графік чи діаграма, однак з технічних причин його відображення наразі вимкнено. Будь ласка, не видаляйте код, який викликає це повідомлення. Розробники вже працюють для того, щоби відновити штатне функціонування цього графіка або діаграми. | |
| | На цьому місці має відображатися графік чи діаграма, однак з технічних причин його відображення наразі вимкнено. Будь ласка, не видаляйте код, який викликає це повідомлення. Розробники вже працюють для того, щоби відновити штатне функціонування цього графіка або діаграми. |